# Пабло Сарасате
Па̀бло Мартин Мелитон де Сараса̀те-и-Наваскуес (Pablo Martín Melitón de Sarasate y Navascués; 10 март 1844, Памплона – 20 септември 1908, Биариц), по-известен като Пабло де Сарасате (на испански: Pablo de Sarasate) или Пабло Сарасате, е испански цигулар и композитор.

## Биография
Сарасате е роден на 10 март 1844 в Памплона (Навара) в семейството на военен капелмайстор. Пабло от много рано проявява музикални способности. Учи се да свири на цигулка още като петгодишен под ръководството на баща си, а само след три години дава първия си публичен концерт в Ла Коруня. Обществеността проявява неподправен интерес към младия виртуоз, и с финансовата поддръжка на една от местните графини той успява да започне обучение в Мадрид, където скоро свири в присъствието на кралица Изабела II. Кралицата оценява таланта на Сарасате и му подарява цигулка на Страдивари. През 1854 г. цигуларят постъпва в Парижката консерватория, където се обучава при Жан Делфен Аляр, и през 1859 г. я завършва блестящо с първи награди както по специалността, така и по хармония. Сарасате дебютира като солист в Париж през 1860 г., и скоро получава световна известност благодарение на идеалната чистота на изпълнението, богатата палитра на звученето, виртуозната техника и лекотата на свирене. Същевременно започват да се появяват неговите първи съчинения за цигулка, сред които се откроява фантазията на тема из операта „Кармен“, която той сам блестящо изпълнява на своите многобройни концерти. През годините 1867 – 1871 той предприема концертно турне по Северна и Южна Америка. Четири пъти Сарасате гастролира в Русия, под впечатленията си от там съчинява „Руски песни“ за цигулка и оркестър (op. 49). Сарасате също така е добър камерен музикант и често свири в състава на различни струнни квартети.
На музиканта са посветени (и в много случаи изпълнени за пръв път от него) цигулкови произведения на композитори-съвременници, високо ценящи неговия дар: Първият и Третият концерти, а също Интродукция и рондо капричиозо на Камий Сен-Санс, Вторият концерт и Шотландска фантазия на Макс Брух, „Испанска симфония“ на Едуар Лало, Вариации на Йозеф Йоахим и други съчинения, постоянно включвани в репертоара както на самия Сарасате, така и на цигуларите от следващите поколения.
Сарасате е автор на 54 произведения, съчинени изключително за цигулка. Сред тях най-известни са „Цигански напеви“, редица пиеси от сборника „Испански танци“, „Андалуска серенада“, Интродукция и тарантела, фантазии на теми от популярни опери.
Умира от хроничен бронхит на 20 септември 1908 г. в дома си в Биариц. Завещава притежаваните от него две цигулки Страдивари на Парижката и Мадридската консерватории. Цялото си имущество дарява на Памплона. В Памплона в неговата памет е създаден музей.

## Списък на произведенията
Сарасате е съчинил повече от петдесет опуса, всеки от които включва цигулка, и е номерирал 54 от тях.
| Опус | Произведение                                                             | Инструменти                    |
| ---- | ------------------------------------------------------------------------ | ------------------------------ |
| —    | Фантазия-капричио (Фантазия-каприз / Fantaisie-Caprice)                  | цигулка и пиано                |
| —    | Птиците на Чили / Los pajaros de Chile                                   | цигулка и пиано                |
| —    | Възпоминание за операта Шарл Гуно „Фауст“                                | цигулка и пиано                |
| 1    | Фантазия на тема от операта на Дж. Верди „Силата на съдбата“             | цигулка и пиано                |
| 2    | Посвещение на Дж. Росини                                                 | цигулка и пиано                |
| 3    | Фантазия на теми из операта на Франсоа-Адриен Буалдьо „Бялата дама“      | цигулка и оркестър             |
| 4    | Мечти / Réverie                                                          | цигулка и пиано                |
| 5    | Фантазия на теми из операта на Ш. Гуно „Ромео и Жулиета“                 | цигулка и пиано                |
| 6    | Каприз на тема из операта на Ш. Гуно „Мирей“ (Mireille)                  | цигулка и пиано                |
| 7    | Confidences – Romance sans paroles (Признание. Романс без думи)          | цигулка и пиано                |
| 8    | Souvenir de Domont                                                       | цигулка и пиано                |
| 9    | Les Adieux (Сбогом / Прощаване)                                          | цигулка и пиано                |
| 10   | Андалуска серенада                                                       | цигулка и пиано                |
| 11   | Сън / Le sommeil                                                         | цигулка и пиано                |
| 12   | Московчанка / Moscovienne                                                | цигулка и пиано                |
| 13   | Нова фантазия на теми от операта на Ш. Гуно „Фауст“                      | цигулка и пиано                |
| 14   | Фантазия на теми от операта на Карл Мария фон Вебер „Вълшебният стрелец“ | цигулка и пиано                |
| 15   | Потпури на теми от операта на Луи Херолд „Цампа“ (Mosaíque de Zampa)     | цигулка и пиано                |
| 16   | Гавот на тема от Миньон / Gavota on Mignon                               | цигулка и пиано                |
| 17   | Молитва и приспивна (Priére et Berceuse)                                 | цигулка и пиано                |
| 18   | Испански арии / Airs espagnols                                           | цигулка и пиано                |
| 19   | Фантазия на теми от операта „Марта“                                      | цигулка и пиано                |
| 20   | Цигански напеви /Zigeunerweisen                                          | цигулка и оркестър             |
| 21   | Испански танци (Сарасате): Малагеня и хабанера                           | цигулка и пиано                |
| 22   | Испански танци (Сарасате): Андалуски романс и Наварска хота              | цигулка и пиано                |
| 23   | Испански танци (Сарасате): Плайера и сапатеадо                           | цигулка и пиано                |
| 24   | Баскски каприз (Баскско капричио) / Capricho vasco                       | цигулка и пиано                |
| 25   | Фантазия на теми от операта на Ж. Бизе „Кармен“                          | цигулка и оркестър             |
| 26   | Испански танци (Сарасате)/Vito y habanera                                | цигулка и пиано                |
| 27   | Арагонска хота                                                           | цигулка и пиано                |
| 28   | Андалуска серенада                                                       | цигулка и пиано                |
| 29   | Песента на славея / El canto del ruiseñor                                | цигулка и оркестър             |
| 30   | Болеро                                                                   | цигулка и пиано                |
| 31   | Балада                                                                   | цигулка и пиано                |
| 32   | Мунейра / Muñeira                                                        | цигулка и оркестър             |
| 33   | Навара                                                                   | две цигулки и оркестър / пиано |
| 34   | Шотландски напеви / Airs Écossais                                        | цигулка и оркестър             |
| 35   | Fantasía en sapo Reina                                                   | цигулка и пиано                |
| 36   | Jota de San Fermín                                                       | цигулка и пиано                |
| 37   | Сортсико „Adiós montañas mías“                                           | цигулка и пиано                |
| 38   | Да живее Севиля! / Viva Sevilla!                                         | цигулка и оркестър             |
| 39   | Сортсико „Дървото Герника“ / Zortzico de Iparraguirre                    | цигулка и пиано                |
| 40   | Интродукция и фанданго / Introduction et fandango varié                  | цигулка и пиано                |
| 41   | Интродукция и хота във вид на каприз / Introduction et caprice-jota      | цигулка и оркестър             |
| 42   | Сортсико „Miramar“                                                       | цигулка и оркестър             |
| 43   | Интродукция и тарантела                                                  | цигулка и оркестър             |
| 44   | Лов / La chase                                                           | цигулка и оркестър             |
| 45   | Ноктюрно (Серенада)                                                      | цигулка и оркестър             |
| 46   | Венецианска гондолиера / Gondoliéra Veneziana                            | цигулка и пиано                |
| 47   | Румънска мелодия / Melodía rumana                                        | цигулка и пиано                |
| 48   | Елф / L’Esprit Follet                                                    | цигулка и оркестър             |
| 49   | Canciones rusas (Руски песни / Руски напеви)                             | цигулка и оркестър             |
| 50   | Памплонска хота / Jota de Pamplona                                       | цигулка и оркестър             |
| 51   | Фантазия на тема от операта на Моцарт „Дон Жуан“                         | цигулка и пиано                |
| 52   | Jota de Pablo                                                            | цигулка и оркестър             |
| 53   | Сън / La Rève                                                            | цигулка и пиано                |
| 54   | Фантазия на тема от операта на Моцарт „Вълшебната флейта“                | цигулка и оркестър             |